# Fighting for Our Lives
Pour plus de détails, voir Fiche technique et Distribution.
Fighting for Our Lives est un film américain réalisé par Glen Pearcy, sorti en 1975.

## Synopsis
Le film documentaire le mouvement non-violent de l'United Farm Workers contre les violences policières.

## Fiche technique
- Titre : Fighting for Our Lives
- Réalisation : Glen Pearcy
- Scénario : Peter Matthiessen, Glen Pearcy et Luis Valdez
- Narration : Luis Valdez
- Photographie : Glen Pearcy
- Montage : Glen Pearcy
- Production : Glen Pearcy
- Société de production : National Farm Workers Service Center
- Pays :  États-Unis
- Genre : Documentaire
- Durée : 59 minutes
- Dates de sortie : 
  -  États-Unis : novembre 1975 (Festival international du film de Chicago)

## Distinctions
Le film a été nommé à l'Oscar du meilleur film documentaire.